# 长序美登木
长序美登木（学名：Maytenus thyrsiflorus）是卫矛科美登木属的植物，是中国大陆的特有植物。分布在中国大陆的云南等地，生长于海拔750米至1,600米的地区，多生长于长江边干燥石缝中或疏林下，目前尚未由人工引种栽培。